# اریک سزماندا
اریک سزماندا (به انگلیسی: Eric Szmanda) (زاده ۲۴ ژوئیه ۱۹۷۵) بازیگر آمریکایی است.
از فیلم‌های معروف او می‌توان به بازی در سریال سی‌اس‌آی و ۱۰۰ دختر اشاره کرد.